# Tour du Fau
 (août 2012).
Si vous disposez d'ouvrages ou d'articles de référence ou si vous connaissez des sites web de qualité traitant du thème abordé ici, merci de compléter l'article en donnant les références utiles à sa vérifiabilité et en les liant à la section « Notes et références ».

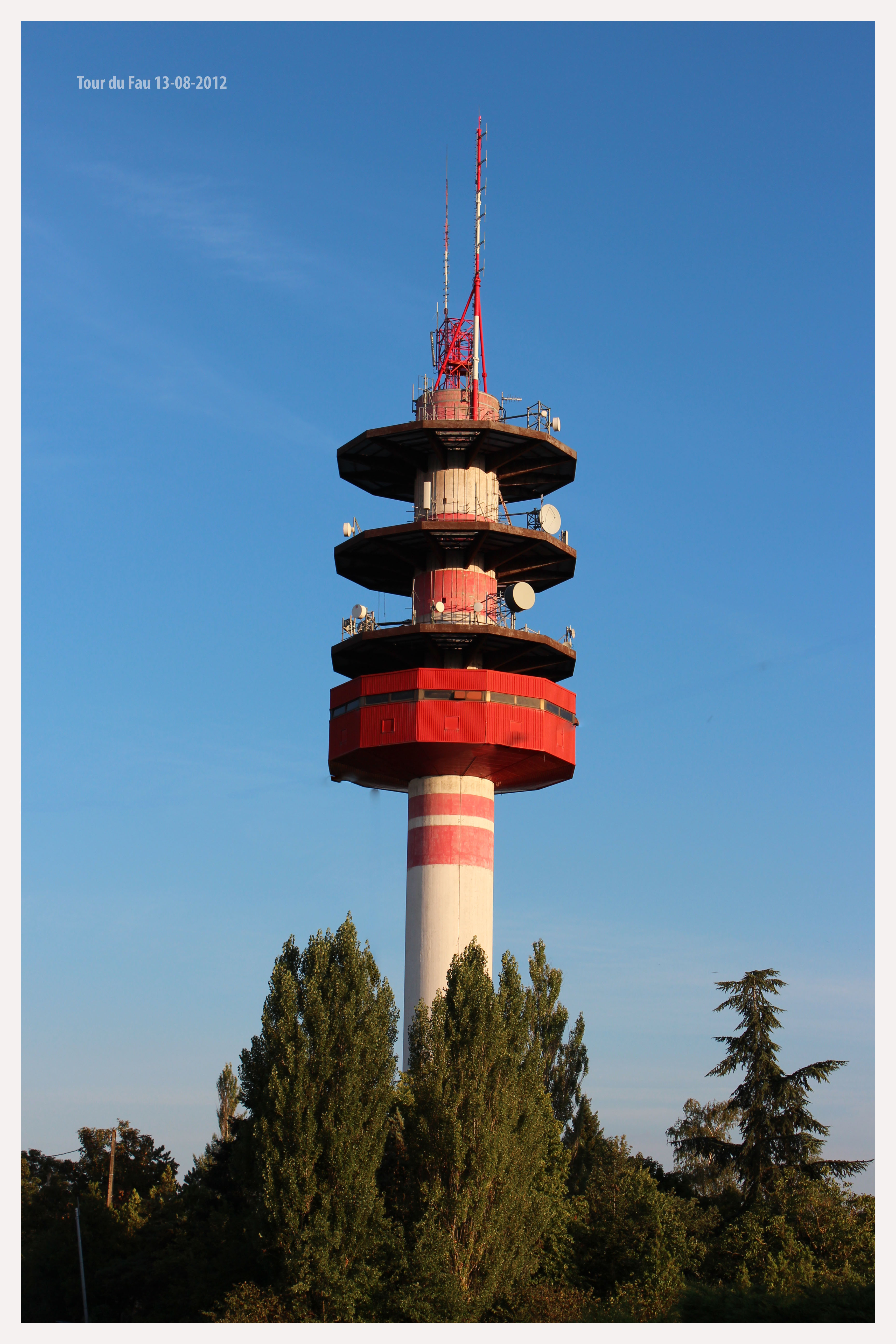
La tour du Fau.

La tour du Fau est une tour de télécommunication (relais hertzien) située au point culminant de la commune de Montauban en Tarn-et-Garonne soit à 212 m d'altitude.
La hauteur de cette tour est de 70 m au sommet de l'antenne. De grande envergure, la tour du Fau est visible à 50 km à la ronde environ. Elle s'intègre dans le quartier résidentiel du Fau de Montauban, offrant un panorama sur la plaine du Tarn et vue sur la chaine des Pyrénées.